# دهنه شور
دهنه شور، روستایی است از توابع بخش مشکان و در شهرستان خوشاب استان خراسان رضوی ایران.

## جمعیت
این روستا در دهستان یام قرار داشته و بر اساس سرشماری سال ۱۳۸۵ جمعیت آن ۶۸۴ نفر (۱۵۵ خانوار)
بوده است.